# Gyūdon

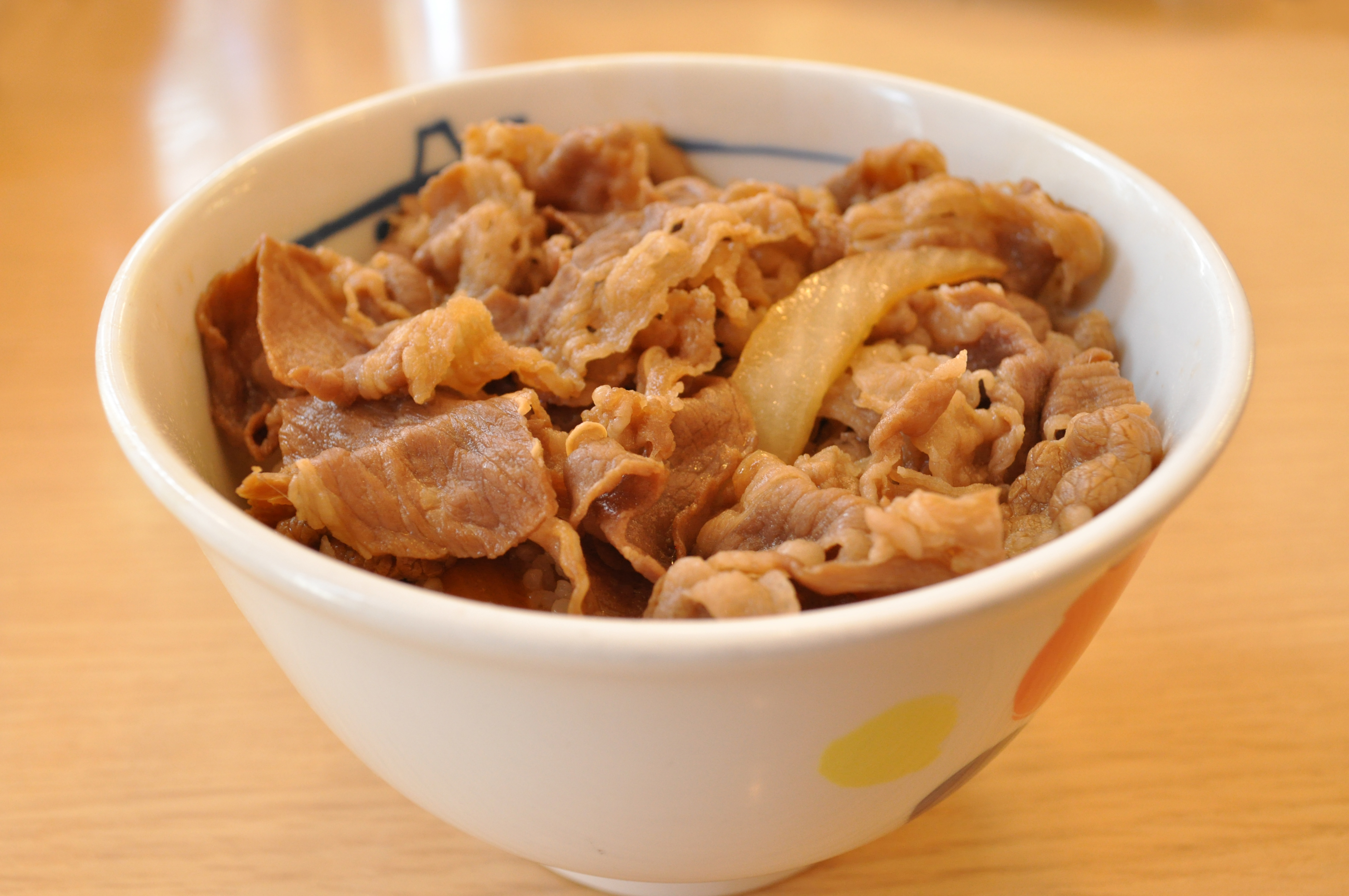
Gyūdon.

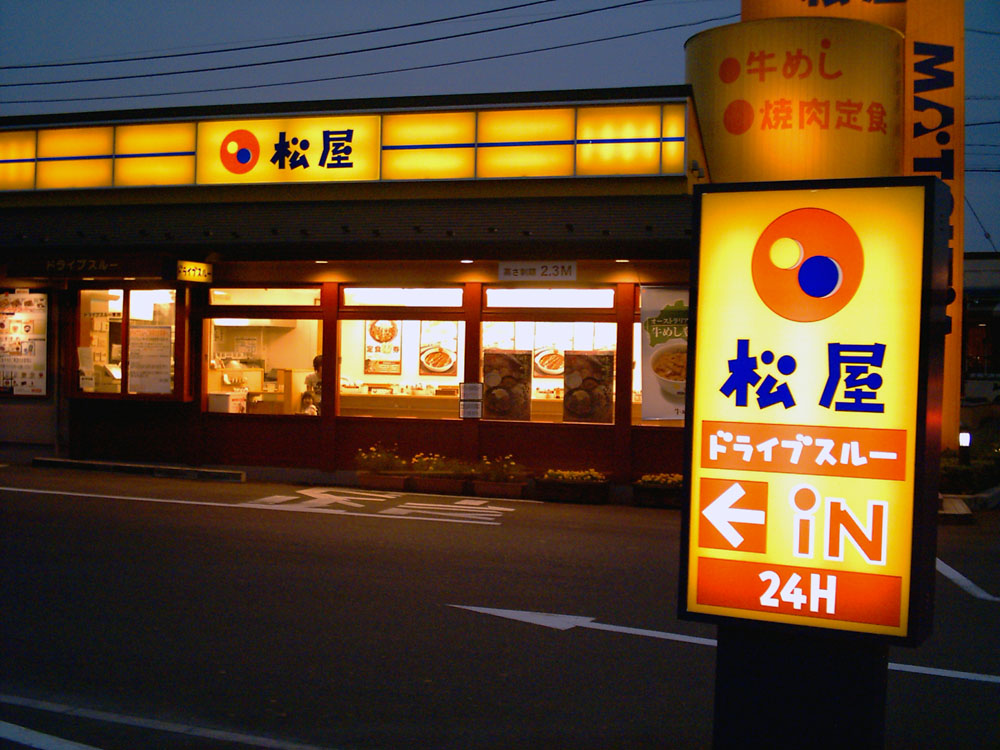
Matsuya es la mayor cadena de gyudon en Japón.

Gyūdon (牛丼?), a menudo traducido como bol de ternera, es un plato de la cocina japonesa que consiste en un cuenco de arroz cubierto con carne de ternera picada y cebollas previamente remojadas en una salsa dulce aderezada con salsa de soja y mirin. A menudo incluye también shirataki. Se trata de un plato muy popular en Japón, se sirve por regla general con beni shōga (jengibre encurtido), shichimi y como acompañamiento de una sopa de miso. Gyū significa "vaca" o "ternera" y don es la abreviación de donburi la palabra japonesa de  "bol".

## Características
El Gyūdon se puede encontrar fácilmente en muchos restaurantes japoneses y cadenas de comida rápida especializadas. La cadena más grande que comercializa el gyūdon es Yoshinoya y Sukiya. Otra cadena es Matsuya, todas ellas lo comercializan bajo la denominación gyūmeshi (牛めし?). Como consecuencia al miedo de enfermedad de las vacas locas, en Europa se aumentó la importación de vacas desde América, a pesar de ello las cadenas Yoshinoya y la mayor parte de los competidores se vieron obligados a terminar las ventas de gyūdon en Japón en el 11 de febrero de 2004. Se comenzó de nuevo su venta en mayo de 2005.